# إعلان أبوجا (1989)
إعلان أبوجا هو الاسم الذي يطلق عليه في كثير من الأحيان على البيان الصادر عن مؤتمر الإسلام في أفريقيا الذي انعقد في أبوجا، نيجيريا في الفترة من 24 إلى 28 نوفمبر 1989. تم تنظيم المؤتمر من قبل منظمة التعاون الإسلامي (في ذلك الوقت تسمى منظمة المؤتمر الإسلامي ) وتمت الموافقة على تأسيس منظمة الإسلام في إفريقيا (IAO).

## إعلان
كان الإعلان مفاده أن على المسلمين أن يتوحدوا في جميع أنحاء إفريقيا، وأن المناهج في «المؤسسات التعليمية المختلفة» يجب أن تتوافق مع الأفكار الإسلامية، وينبغي تشجيع تعليم اللغة العربية، وينبغي للمسلمين دعم العلاقات الاقتصادية مع المناطق الإسلامية في جميع أنحاء العالم. وأشارت إلى أن المسلمين في إفريقيا قد حُرموا من حقوقهم في أن يحكموا بموجب الشريعة وعليهم تعزيز نضالهم لإعادة العمل بها.

## تعليق
قام كل من جون تشيسورث (مدير العلاقات الإسلامية والمسيحية في كلية اللاهوت المتحدة في سانت بول، ليمورو، كينيا) وجون أزوما (باحث رئيسي في مركز أكروفي كريستالر التذكاري في غانا) بمراجعة الإجراءات في المؤتمر. حول قرار إنشاء IAO، علقت هيذر ديجان (محاضرة أولى في السياسة المقارنة، جامعة ميدلسكس) "لقد تبنى الإسلام في الآونة الأخيرة موقفا متحررا، يقدم نفسه كدين يعفي البلدان من تبعية مستعمراتها الجديدة.